# Avant tout ne pas nuire
Avant tout ne pas nuire est un roman français de Patrick Froehlich paru aux éditions Les Allusifs en 2017. Il constitue le premier volume du triptyque Corps étrangers.

## Résumé
Avant tout ne pas nuire aborde la douleur commise sciemment sur l'enfant par le narrateur. Sa fille l'affronte : « Dis-moi que tu n'as jamais fait mal à un enfant que tu soignes ». Il cherche comment lui répondre sincèrement et honnêtement. Il éprouve une honte vive. Il revient sur sa propre relation avec la douleur quand il était enfant, par une enquête familiale, et depuis qu'il exerce la médecine, en tant que chirurgien concerné par sa prise en charge. En creusant cette relation, la parole s'ouvrira entre sa fille et lui.

## Réception critique
Bertrand Leclair dans Le Monde des Livres caractérise ainsi le livre : « Ce bref et saisissant roman de l'éveil repose sur l'exercice d'introspection abrasif auquel se livre le narrateur dans son rapport à la douleur la sienne, mais aussi celle des autres. [...] Une écriture qui vise l'os, quitte à mettre, certaines pages, le nerf de l'émotion à vif. »  
Dans un entretien dans le cadre de l'émission de Radio-Canada, Plus on est de fous plus on lit!, à l'occasion de la parution du livre, il aborde la mémoire du chirurgien: « On peut développer une mémoire traumatique. Comme des soldats qui sont confrontés à la mort, on est tout seul.» 
Dans Le Devoir, Dominic Tardif note que l'auteur « élabore ainsi un portrait du médecin en homme tout aussi fragile que faillible et érode cette image de héros qui pervertit encore trop souvent la relation soignant-soigné. »  
Gérard-Georges Lemaire considère le roman comme « une construction en spirales, les thèmes traités sont entrainés par ses spires et se retrouvent dans le mouvement de ces boucles qui ne se ferment jamais. »  